# Художественная гимнастика на летних Олимпийских играх 2020 — групповое многоборье
Соревнования по художественной гимнастике на летних Олимпийских играх 2020 проходили с 6 по 8 августа 2021 года. 80 спортсменок разыграли два комплекта медалей. Соревнования проходили в гимнастическом центре Ариакэ.

## Медалисты
| Золото                                                                                           | Серебро                                                                                               | Бронза                                                                                                  |
| Болгария · Симона Дянкова · Стефани Кирякова · Мадлен Радуканова · Лаура Трайтс · Эрика Зафирова | ОКР · Анастасия Близнюк · Анастасия Максимова · Анастасия Татарева · Алиса Тищенко · Ангелина Шкатова | Италия · Мартина Чентофанти · Аньезе Дуранти · Алессия Маурелли · Даниела Могуреан · Мартина Сантандреа |

## Квалификация
| Место | Команда | 5      | 3 + 2  | Сумма  | Примечание |
| ----- | --- | ------ | ------ | ------ | ---------- |
| 1     | Болгария · Симона Дянкова · Стефани Кирякова · Мадлен Радуканова · Лаура Трайтс · Эрика Зафирова                 | 47,500 | 44,300 | 91,800 | Q          |
| 2     | ОКР · Анастасия Близнюк · Анастасия Максимова · Анастасия Татарева · Алиса Тищенко · Ангелина Шкатова            | 45,750 | 43,300 | 89,050 | Q          |
| 3     | Италия · Мартина Чентофанти · Аньезе Дуранти · Алессия Маурелли · Даниела Могуреан · Мартина Сантандреа          | 44,600 | 42,550 | 87,150 | Q          |
| 4     | Израиль · Офир Даян · Яна Крамаренко · Натали Райц · Юлиана Телегина · Карин Вексман                             | 44,000 | 40,650 | 35,349 | Q          |
| 5     | Китай · Го Цици · Хао Тин · Хуан Чжанцзяян · Лю Синь · Сюй Яньшу                                                 | 17,416 | 17,733 | 35,149 | Q          |
| 6     | Украина · Мариола Боднарчук · Дарина Дуда · Ева Мелещук · Анастасия Возняк · Мария Высочанская                   | 17,250 | 17,633 | 34,883 | Q          |
| 7     | Япония · Сакура Ношитани · Саюри Сугимото · Аюка Судзуки · Нанами Такенака · Риэ Мацубара                        | 17,566 | 16,616 | 34,182 | Q          |
| 8     | Беларусь · Анна Гайдукевич · Анастасия Малаканова · Анастасия Рыбакова · Арина Цицилина · Карина Ермоленко       | 16,950 | 16,866 | 33,816 | Q          |
| 9     | Узбекистан · Ксения Александрова · Камола Ирназарова · Динара Равшанбекова · Севара Сафоева · Нилуфар Шомурадова | 42.100 | 36.900 | 79.000 | R          |
| 10    | Азербайджан · Ляман Алимурадова · Зейнаб Гумметова · Наримна Самедова · Елизавета Лузан · Дарья Сорокина         | 36.700 | 37.650 | 74.350 | R          |
| 11    | США · Чжан Лин · Шу Сияо · Чжао Цзыннань · Ян Э · Бао Юйцын                                                      | 16,333 | 15,800 | 32,133 |            |
| 12    | Бразилия · Самира Амирова · Валерия Давыдова · Луиза Ганиева · Зарина Курбонова · Марта Ростобурова              | 14,416 | 16,750 | 31,166 |            |
| 13    | Египет · Иоанна Анагностопулу · Элени Доика · Зои Контогианни · Михаэла Металлиду · Ставрула Самара              | 15,000 | 15,416 | 30,416 |            |
| 14    | Австралия · Алиса Кано · Натали Макгифферт · Моника Рокман · Кристен Шалдыбин · Киана Эди                        | 13,908 | 16,316 | 30,224 |            |